# 6764 Kirillavrov
6764 Kirillavrov (1981 TM3) là một tiểu hành tinh vành đai chính được phát hiện ngày 7 tháng 10 năm 1981 bởi L. I. Chernykh ở Đài vật lý thiên văn Crimean.